# Pehta
Berhta ou Berchta é uma figura lendária e deusa da mitologia germânica do sul da Alemanha, Alpes, Áustria e Eslovênia. Seu nome significa "a brilhante", "resplandecente" (do Alto-alemão antigo berht, bereht e do proto-germânico *berhtaz).  Ela provavelmente se originou da deusa nórdica Frigg por meio da assimilação com elementos célticos. Relaciona-se ao festival germânico Berchtentag, sincretizado no catolicismo como a festa da Epifania. Eugen Mogk fornece uma etimologia alternativa, atribuindo a origem do nome Perchta ao verbo alto-alemão antigo pergan, que significa "oculto" ou "coberto". 
Berhta é frequentemente tida como uma mesma versão ao sul de Frau Holle (Holda, ou ainda, Hulda) e outras figuras femininas do folclore alemão relacionadas à Frigg/Frîja. Segundo Jacob Grimm e Lotte Motz, Frau Berhta/Perchta é equivalente de Frau Holle no sul alemão, pois ambas compartilham o papel de "guardiãs dos animais" e aparecem durante os Doze Dias de Natal, quando supervisionam a fiação. Grimm mostra que ela é conhecida "precisamente naquelas regiões da Alta Alemanha onde Holda termina, na Suábia, na Alsácia, na Suíça, na Baviera e na Áustria".    
Segundo Erika Timm, Berhta emergiu de uma amálgama de tradições germânicas e pré-germânicas, provavelmente celtas, das regiões alpinas após o período de migração no início da Idade Média.

## Nomes e locais
É conhecida por muitos nomes diferentes, dependendo da época e região: na região alta (sul) da Alemanha, bem como na Áustria, Jacob Grimm listou Perahta e Berchte como os nomes principais, seguidos por Berchta (do alto-alemão antigo), bem como Berhta, Behrta, mais as variações de letra P (Perhta, Perchta, Pehta), e todos estes também seguidos de "Frau". Nas regiões de Baden, Suábia e Suíça, também aparece Frau Faste (a dama dos olhos âmbar); na Caríntia entre Áustria e Eslovênia, aparece 'Kvaternik(a)' e Quantembermann. Demais variações regionais incluem Perhta-Baba, Pehta-Baba, Posterli, Fronfastenweiber, Berigl, Berchtlmuada, Zlobna Pehta, Bechtrababa, Sampa, Stampa, Lutzl, Zamperin, Pudelfrau, Zampermuatta e Rauweib. Grimm acredita que sua contraparte masculina ou equivalente é Berchtold.

## Descrição
Berchta pune a preguiça e todo tipo trabalho doméstico mal feito, seja na limpeza interna e externa da casa ou alimentação. A punição pode variar de simples pesadelos até a abertura da barriga da vítima. A barriga da vítima é então frequentemente preenchida com pedras e afundada em um poço. Além disso, o hálito de Perchta pode matar ou cegar. 
Por outro lado, ela recompensa o trabalho árduo e a ajuda ao próximo. Além de novelos, fios dourados e feixes de linho para as fiandeiras, ela também dá moedas que empregadas podem encontrar em baldes e poços d'água. Ela também é uma deusa da fertilidade da terra, responsável pelo crescimento dos cereais. Poços ou lagoas são também lugares onde Berchta protege as almas ainda não nascidas. Nesse sentido, ela é vista como líder do grupo de crianças não nascidas e não batizadas que morreram. Nesse contexto, ela aparece na Berchtasnacht (o dia da epifania do catolicismo): uma velha mulher, malvestida, apoiada em uma vara e puxando um carrinho. Ela é acompanhada por um grupo de crianças que morreram antes do nascimento ou batismo e, portanto, ainda não têm um nome. Aqueles que encontrarem esse grupo, tocarem a mão da última criança e derem um nome a ela, serão ricamente recompensados. Nos quintais de fazendas, são colocadas comidas para o grupo, das quais os moradores da fazenda também comem, mas deixam a colher na tigela. Se uma colher for encontrada virada na manhã seguinte, o proprietário terá que esperar a morte no ano seguinte. 
Berchta é uma protagonista importante das Rauhnächte (noites barulhentas), ou seja, o período de doze dias de diferença entre o calendário lunar e o calendário solar, iniciando no solstício de inverno (21/22 de dezembro no hemisfério-norte, 21/22 de junho no hemisfério sul). Pela influência do calendário cristão, no hemisfério norte estes doze dias também foram transportados para entre o Natal (25 de dezembro) e o Dia da Epifania (tradicionalmente, o Berchtasnacht), o que não se aplica ao hemisfério sul. A tradição germânica acredita que Berchta voa pelo céu durante esse tempo. A semelhança entre o nome Frau Perchta e Knecht Ruprecht sugere uma conexão entre as duas figuras. Isso é apoiado pelo comportamento ou recompensador ou punitivo, e pelo fato de ambos preferirem aparecer no período do solstício de inverno. 
Berhta tem duas formas: ela aparece tão bonita, benevolente, resplandecente e branca como a neve, como assinala o nome, mas também tão velha, feia e maldosa. Em muitas descrições antigas, Berhta tinha um pé grande, às vezes chamado de pé de ganso ou pé de cisne. Grimm pensou que o pé estranho simbolizava ela ser um ser superior que poderia mudar para a forma animal. Ele notou que Bertha com um pé estranho existe em várias línguas (alemão médio "Berhte mit dem fuoze", francês "Berthe au grand pied", latim "Berhta cum magno pede", italiano "Berta dai gran piè", título de um poema medieval épico da região italiana): "É aparentemente o pé de uma donzela de cisne, que, como uma marca de sua natureza superior, ela não pode deixar de lado... e ao mesmo tempo o pé de galinha da mulher que gira o treadle".
No Tirol, ela aparece como uma velhinha com um rosto muito enrugado, olhos vivos e brilhantes e nariz comprido; seus cabelos estão despenteados, suas roupas esfarrapadas e rasgadas.

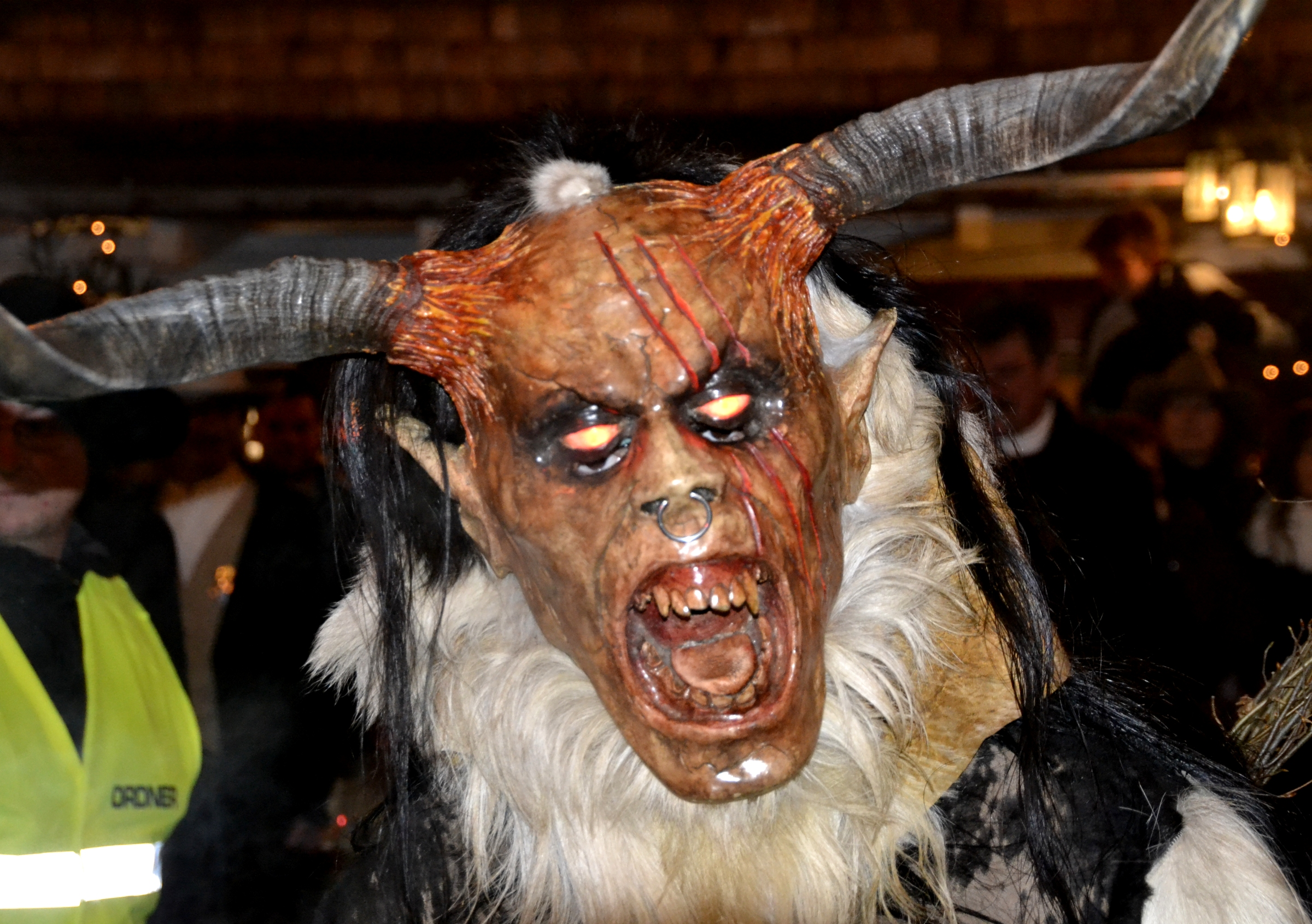
Máscara Perchten (plural de Percht) usada em festivais na Áustria

Seus parentes são Torka, Quaternary Granny e Lucia. Ela tem autoridade nos meses de inverno, quando lidera as almas dos mortos como seu próprio grupo de subordinados. 